# Peaches Bartkowicz
Jane « Peaches » Bartkowicz (née le 16 avril 1949 à Hamtramck, Michigan) est une joueuse de tennis américaine des années 1960, professionnelle au début des années 1970.
Comptant sans discontinuer parmi les dix meilleures de son pays de 1966 à 1971, elle s'est imposée deux fois consécutivement au tournoi de Cincinnati, à la fois en simple et double dames (1966 et 1967).
En 1969, elle a fait partie de l'équipe américaine victorieuse en Coupe de la Fédération. 
En 1970, avec huit autres joueuses, les Original 9, elle a participé à la création du tout premier circuit professionnel de tennis féminin autonome (futur WTA Tour).

## Palmarès (partiel)

### Titres en simple dames
| No | Date       | Nom et lieu du tournoi                  | Catégorie     | Surface      | Finaliste          | Score         |          |
| -- | ---------- | --------------------------------------- | ------------- | ------------ | ------------------ | ------------- | -------- |
| 1  | 1966       | Cincinnati tournament, Cincinnati       |               | Dur (ext.)   | Peachy Kellmeyer   | 6-3, 6-3      |          |
| 2  | 1967       | Cincinnati tournament, Cincinnati       |               | Dur (ext.)   | Patsy Rippy        | 6-4, 6-1      |          |
| 3  | 27-05-1967 | US Hard Court Championships, Sacramento |               | Dur (ext.)   | NC                 | NC            |          |
| 4  | 1968       | Canadian Nationals, Toronto             |               | Terre (ext.) | Faye Urban         | 6-3, 6-3      |          |
| 5  | 28-10-1968 | Jeux olympiques d'été, Mexico           | J. olympiques | Terre (ext.) | Julie Heldman      | 6-3, 6-2      | Parcours |
| 6  | 07-07-1969 | Swedish Open, Båstad                    |               | Terre (ext.) | Christina Sandberg | 5-7, 6-4, 6-2 | Parcours |
| 7  | 02-07-1970 | Swedish Open, Båstad                    |               | Terre (ext.) | Ingrid Löfdahl     | 6-1, 6-1      |          |

### Finales en simple dames
| No | Date       | Nom et lieu du tournoi                    | Catégorie     | Surface      | Vainqueure       | Score         |          |
| -- | ---------- | ----------------------------------------- | ------------- | ------------ | ---------------- | ------------- | -------- |
| 1  | 1963       | Cincinnati tournament, Cincinnati         |               | Dur (ext.)   | Stephanie Defina | 7-5, 6-2      |          |
| 2  | 09-05-1967 | Charlotte Invitation, Charlotte (NC)      |               | Terre (ext.) | Billie Jean King | 6-1, 6-2      | Parcours |
| 3  | 14-10-1968 | Jeux olympiques d'été, Guadalajara        | J. olympiques | Terre (ext.) | Helga Masthoff   | 6-4, 6-3      | Parcours |
| 4  | 11-03-1969 | Ciudad de Barranquilla Open, Barranquilla |               | Terre (ext.) | Julie Heldman    | 5-7, 6-2, 6-3 | Parcours |

### Titres en double dames
| No | Date       | Nom et lieu du tournoi           | Catégorie | Surface      | Partenaire       | Finalistes                              | Score    |          |
| -- | ---------- | -------------------------------- | --------- | ------------ | ---------------- | --------------------------------------- | -------- | -------- |
| 1  | 1966       | Cincinnati tournament Cincinnati |           | Dur (ext.)   | Peachy Kellmeyer | Patsy Rippy Becky Vest                  | 6-1, 6-4 |          |
| 2  | 1967       | Cincinnati tournament Cincinnati |           | Dur (ext.)   | Patsy Rippy      | Pixie Lamm Marilyn Aschner              | 6-3, 6-0 |          |
| 3  | 07-07-1969 | Swedish Open Båstad              |           | Terre (ext.) | Eva Lundquist    | Christina Sandberg Margareta Strandberg | 6-2, 6-4 | Parcours |
| 4  | 02-07-1970 | Swedish Open Båstad              |           | Terre (ext.) | Ana María Arias  | Kathleen Harter Eva Lundquist           | 6-4, 6-4 |          |

### Finales en double dames
| No | Date       | Nom et lieu du tournoi                 | Catégorie     | Dotation | Surface         | Vainqueures                        | Partenaire         | Score         |          |
| -- | ---------- | -------------------------------------- | ------------- | -------- | --------------- | ---------------------------------- | ------------------ | ------------- | -------- |
| 1  | 27-05-1967 | US Hard Court Championships Sacramento |               | NC       | Dur (ext.)      | Valerie Ziegenfuss Stephanie Grant | Sue Shrader        | 8-6, 9-7      |          |
| 2  | 28-10-1968 | Jeux olympiques d'été Mexico           | J. olympiques | NC       | Terre (ext.)    | Rosie Darmon · Julie Heldman       | Valerie Ziegenfuss | 6-0, 10-8     | Parcours |
| 3  | 18-03-1971 | Virginia Slims US Indoors Détroit      | VS Tour       | 15 600 $ | Moquette (int.) | Mary-Ann Eisel Valerie Ziegenfuss  | Judy Tegart-Dalton | 2-6, 6-2, 6-3 | Parcours |

### Finale en double mixte
| No | Date       | Nom et lieu du tournoi       | Catégorie     | Surface      | Vainqueures                       | Partenaire  | Score    |          |
| -- | ---------- | ---------------------------- | ------------- | ------------ | --------------------------------- | ----------- | -------- | -------- |
| 1  | 28-10-1968 | Jeux olympiques d'été Mexico | J. olympiques | Terre (ext.) | Zaiga Yanzone · Vladimir Korotkov | Ingo Buding | 7-5, 6-4 | Parcours |

## Parcours en Grand Chelem (partiel)

### En simple dames
| Année | Championnat d'Australie Open d'Australie | Championnat d'Australie Open d'Australie | Internationaux de France | Internationaux de France | Wimbledon       | Wimbledon        | US National US Open | US National US Open |
| ----- | ---------------------------------------- | ---------------------------------------- | ------------------------ | ------------------------ | --------------- | ---------------- | ------------------- | ------------------- |
| 1964  | -                                        | -                                        | -                        | -                        | -               | -                | 2e tour (1/32)      | Jane Albert         |
| 1965  | -                                        | -                                        | -                        | -                        | 1er tour (1/64) | Tory Ann Fretz   | 3e tour (1/8)       | Carole Caldwell     |
| 1966  | -                                        | -                                        | -                        | -                        | -               | -                | 3e tour (1/8)       | Rosie Casals        |
| 1967  | -                                        | -                                        | -                        | -                        | -               | -                | 1/4 de finale       | Ann Haydon-Jones    |
| 1968  | -                                        | -                                        | -                        | -                        | 2e tour (1/32)  | Billie Jean King | 1/4 de finale       | Ann Haydon-Jones    |
| 1969  | -                                        | -                                        | 2e tour (1/16)           | Kerry Melville           | 3e tour (1/16)  | Nancy Richey     | 1/4 de finale       | Rosie Casals        |
| 1970  | -                                        | -                                        | 1er tour (1/32)          | Françoise Dürr           | 3e tour (1/16)  | Virginia Wade    | 2e tour (1/16)      | Virginia Wade       |
| 1971  | -                                        | -                                        | -                        | -                        | 1er tour (1/64) | Kristien Kemmer  | -                   | -                   |

À droite du résultat, l’ultime adversaire.

### En double dames
| Année | Championnat d'Australie Open d'Australie | Championnat d'Australie Open d'Australie | Internationaux de France    | Internationaux de France  | Wimbledon                    | Wimbledon                 | US National US Open         | US National US Open        |
| ----- | ---------------------------------------- | ---------------------------------------- | --------------------------- | ------------------------- | ---------------------------- | ------------------------- | --------------------------- | -------------------------- |
| 1965  | -                                        | -                                        | -                           | -                         | -                            | -                         | 1/4 de finale Patti Hogan   | B. J. Moffitt Karen Susman |
| 1966  | -                                        | -                                        | -                           | -                         | -                            | -                         | 3e tour (1/8) M. Aschner    | Maria Bueno Nancy Richey   |
| 1968  | -                                        | -                                        | -                           | -                         | 1er tour (1/32) S. Defina    | I. Löfdahl M. di Maso     | -                           | -                          |
| 1969  | -                                        | -                                        | 1/4 de finale Julie Heldman | K. Krantzcke K. Melville  | 1/4 de finale Julie Heldman  | K. Krantzcke K. Melville  | 1/4 de finale Julie Heldman | Rosie Casals B. J. King    |
| 1970  | -                                        | -                                        | 3e tour (1/8) K. Krantzcke  | Helen Gourlay Pat Walkden | 2e tour (1/16) V. Ziegenfuss | Gail Sherriff Lesley Hunt | 1/4 de finale Darlene Hard  | Gail Sherriff F. Dürr      |
| 1971  | -                                        | -                                        | -                           | -                         | 2e tour (1/16) Julie Heldman | K. Melville Nancy Richey  | -                           | -                          |

Sous le résultat, la partenaire ; à droite, l’ultime équipe adverse.

### En double mixte
| Année | Championnat d'Australie Open d'Australie | Championnat d'Australie Open d'Australie | Internationaux de France | Internationaux de France | Wimbledon                  | Wimbledon                | US National US Open           | US National US Open     |
| ----- | ---------------------------------------- | ---------------------------------------- | ------------------------ | ------------------------ | -------------------------- | ------------------------ | ----------------------------- | ----------------------- |
| 1965  | -                                        | -                                        | -                        | -                        | -                          | -                        | 1er tour (1/16) Pancho Guzmán | E. Subirats V. Zarazua  |
| 1968  | -                                        | -                                        | -                        | -                        | 1er tour (1/64) G. Mulloy  | Kora Schediwy H. Plötz   | -                             | -                       |
| 1969  | -                                        | -                                        | -                        | -                        | 2e tour (1/32) Donald Dell | M. Chuvirina V. Korotkov | 1er tour (1/32) Pancho Guzmán | K. Kemmer George Taylor |
| 1970  | n/a                                      | n/a                                      | -                        | -                        | -                          | -                        | 2e tour (1/16) Steve Ross     | C. Martinez Gene Scott  |

Sous le résultat, le partenaire ; à droite, l’ultime équipe adverse.

## Parcours aux Jeux olympiques

### En simple dames
| # | Date       | Nom de l'olympiade                 | Surface      | Résultat | Ultime adversaire | Score    |          |
| - | ---------- | ---------------------------------- | ------------ | -------- | ----------------- | -------- | -------- |
| 1 | 14/10/1968 | Jeux olympiques d'été, Guadalajara | Terre (ext.) | Argent   | Helga Masthoff    | 6-4, 6-3 | Parcours |
| 2 | 28/10/1968 | Jeux olympiques d'été, Mexico      | Terre (ext.) | Or       | Julie Heldman     | 6-3, 6-2 | Parcours |

### En double dames
| # | Date       | Nom de l'olympiade                | Surface      | Résultat | Partenaire         | Ultimes adversaires              | Score     |          |
| - | ---------- | --------------------------------- | ------------ | -------- | ------------------ | -------------------------------- | --------- | -------- |
| 1 | 14/10/1968 | Jeux olympiques d'été Guadalajara | Terre (ext.) | Bronze   | Valerie Ziegenfuss | Lourdes Gongora Patricia Montano | 6-2, 6-1  | Parcours |
| 2 | 28/10/1968 | Jeux olympiques d'été Mexico      | Terre (ext.) | Argent   | Valerie Ziegenfuss | Rosie Darmon · Julie Heldman     | 6-0, 10-8 | Parcours |

### En double mixte
| # | Date       | Nom de l'olympiade                | Surface      | Résultat | Partenaire  | Ultimes adversaires               | Score    |          |
| - | ---------- | --------------------------------- | ------------ | -------- | ----------- | --------------------------------- | -------- | -------- |
| 1 | 14/10/1968 | Jeux olympiques d'été Guadalajara | Terre (ext.) | Bronze   | Jim Osborne | Pierre Darmon Rosie Darmon        | 6-4, 7-5 | Parcours |
| 2 | 28/10/1968 | Jeux olympiques d'été Mexico      | Terre (ext.) | Argent   | Ingo Buding | Vladimir Korotkov · Zaiga Yanzone | 7-5, 6-4 | Parcours |

## Parcours en Coupe de la Fédération
| #                                                                              | Date       | Lieu                | Surface      | Gagnante(s)                     | Perdante(s)                      | Score         |          |
|                                                                                |            |                     |              |                                 |                                  |               |          |
| 1969 - 2e tour (groupe mondial) - États-Unis - Yougoslavie - 3 : 0             |            |                     |              |                                 |                                  |               |          |
| 1                                                                              | 21/05/1969 | Athènes             | Terre (ext.) | Peaches Bartkowicz Nancy Richey | Lena Dvornik Irena Skulj         | 6-1, 6-0      | Parcours |
|                                                                                |            |                     |              |                                 |                                  |               |          |
| 1969 - 1/4 de finale (groupe mondial) - États-Unis - Italie - 3 : 0            |            |                     |              |                                 |                                  |               |          |
| 2                                                                              | 23/05/1969 | Athènes             | Terre (ext.) | Peaches Bartkowicz Nancy Richey | Lucia Bassi Lea Pericoli         | 4-6, 8-6, 6-0 | Parcours |
|                                                                                |            |                     |              |                                 |                                  |               |          |
| 1969 - 1/2 finale (groupe mondial) - États-Unis - Pays-Bas - 3 : 0             |            |                     |              |                                 |                                  |               |          |
| 3                                                                              | 24/05/1969 | Athènes             | Terre (ext.) | Peaches Bartkowicz Nancy Richey | Ada Bakker Betty Stöve           | 6-2, 4-6, 6-3 | Parcours |
|                                                                                |            |                     |              |                                 |                                  |               |          |
| 1969 - Finale (groupe mondial) - Australie - États-Unis - 1 : 2                |            |                     |              |                                 |                                  |               |          |
| 4                                                                              | 19/05/1969 | Athènes             | Terre (ext.) | Peaches Bartkowicz Nancy Richey | Margaret Smith Court Judy Tegart | 6-4, 6-4      | Parcours |
|                                                                                |            |                     |              |                                 |                                  |               |          |
| 1970 - 2e tour (groupe mondial) - États-Unis - Yougoslavie - 3 : 0             |            |                     |              |                                 |                                  |               |          |
| 5                                                                              | 20/05/1970 | Fribourg-en-Brisgau | Terre (ext.) | Peaches Bartkowicz              | Biljana Kostic                   | 6-0, 6-0      | Parcours |
|                                                                                |            |                     |              |                                 |                                  |               |          |
| 1970 - 1/4 de finale (groupe mondial) - États-Unis - Afrique du Sud - 3 : 0    |            |                     |              |                                 |                                  |               |          |
| 6                                                                              | 22/05/1970 | Fribourg-en-Brisgau | Terre (ext.) | Peaches Bartkowicz              | Marianna Brummer                 | 6-1, 6-2      | Parcours |
|                                                                                |            |                     |              |                                 |                                  |               |          |
| 1970 - 1/2 finale (groupe mondial) - Allemagne de l'Ouest - États-Unis - 2 : 1 |            |                     |              |                                 |                                  |               |          |
| 7                                                                              | 23/05/1970 | Fribourg-en-Brisgau | Terre (ext.) | Peaches Bartkowicz              | Helga Schultze                   | 6-2, 6-2      | Parcours |